# Simpsonovi (30. řada)
Třicátá řada amerického animovaného seriálu Simpsonovi je pokračováním dvacáté deváté řady tohoto seriálu. Premiérově byla vysílána na americké televizní stanici Fox od 30. září 2018. V USA i v Česku byla tato řada vysílána v hlavním vysílacím čase.

## Seznam dílů
| Č. v seriálu | Č. v řadě | Původní název                      | Český název                     | Režie               | Scénář                                                   | Premiéra v USA     | Premiéra v ČR    | Produkční kód | Sledovanost v USA (v mil. diváků) |
| --- | --------- | ---------------------------------- | ------------------------------- | ------------------- | -------------------------------------------------------- | ------------------ | ---------------- | ------------- | --------------------------------- |
| 640 | 1         | Bart's Not Dead                    | Návrat z ráje                   | Bob Anderson        | Stephanie Gillisová                                      | 30. září 2018      | 4. února 2019    | XABF19        | 3,24                              |
| Bart Simpson se nechá vyhecovat a skočí z okraje přehrady a dopadne na beton. Když se po pádu probere, začne tvrdit, že byl na onom světě, kde se setkal s Ježíšem. Netrvá dlouho a na motivy Bartových historek vznikne křesťanský velkofilm.                         |           |                                    |                                 |                     |                                                          |                    |                  |               |                                   |
| 641 | 2         | Heartbreak Hotel                   | Úžasné místo                    | Steven Dean Moore   | Matt Selman a Renee Ridgeley                             | 7. října 2018      | 11. února 2019   | XABF15        | 4,60                              |
| Marge Simpsonové se splní sen. Je spolu s Homerem přijata do reality show Úžasné místo, ve které spolu soutěží partnerské páry na tropickém ostrově. Když však Homer s Marge hned v prvním kole vypadnou, jejich manželství postihne krize.                            |           |                                    |                                 |                     |                                                          |                    |                  |               |                                   |
| 642 | 3         | My Way or the Highway to Heaven    | Všechny cesty vedou do nebe     | Rob Oliver          | Deb Lacustová, Dan Castelleneta a Vince Waldron          | 14. října 2018     | 18. února 2019   | XABF17        | 2,52                              |
| Do křesťanského nebe vede celá řada cest. Slepá víra, ateismus a dokonce i zlatá střední cesta, buddhismus. O tom nás popořadě přesvědčí Ned Flanders, Marge Simpsonová a malá moudrá Líza.                                                                            |           |                                    |                                 |                     |                                                          |                    |                  |               |                                   |
| 643 | 4         | Treehouse of Horror XXIX           | Speciální čarodějnický díl XXIX | Matt Faughnan       | Joel H. Cohen                                            | 21. října 2018     | 25. února 2019   | XABF16        | 2,95                              |
| Ve 29. speciálním čarodějnickém dílu uvidíme neobvyklou soutěž jedlíků, invazi rostliňáků, šílenou Lisu i Geriatrický park. Jako vždy většina hlavních postav zemře strašlivou smrtí.                                                                                  |           |                                    |                                 |                     |                                                          |                    |                  |               |                                   |
| 644 | 5         | Baby You Can't Drive My Car        | Řidič na baterky                | Timothy Bailey      | Rob Lazebnik                                             | 4. listopadu 2018  | 4. března 2019   | XABF18        | 5,08                              |
| Po dalším vyhazovu z jaderné elektrárny pana Burnse se Homer Simpson nechá zaměstnat ve společnosti, která vyrábí autonomní automobily. Auta bez řidičů jsou velký hit, ale mají i svou stinnou stránku.                                                               |           |                                    |                                 |                     |                                                          |                    |                  |               |                                   |
| 645 | 6         | From Russia Without Love           | Nesrdečné pozdravy z Ruska      | Matthew Nastuk      | Michael Ferris                                           | 11. listopadu 2018 | 11. března 2019  | XABF20        | 2,35                              |
| Bart Simpson objedná hospodskému Vočkovi na internetu manželku z Ruska. Mladá pohledná nevěsta se Vočkovi zalíbí, ale i tak má starý a šeredný hospodský strach, že mu ruská krasavice zlomí srdce.                                                                    |           |                                    |                                 |                     |                                                          |                    |                  |               |                                   |
| 646 | 7         | Werking Mom                        | Máma v sukních                  | Michael Polcino     | Carolyn Ominová a Robin Sayers                           | 18. listopadu 2018 | 18. března 2019  | XABF21        | 4,34                              |
| Marge Simpsonová se rozhodne prodávat plastové dózy na potraviny. Největší šanci má u homosexuálních obyvatel Springfieldu a tak začne předstírat, že převlečený muž. Bohužel se to dozví Homer, kterému se to ani trochu nelíbí.                                      |           |                                    |                                 |                     |                                                          |                    |                  |               |                                   |
| 647 | 8         | Krusty the Clown                   | Šašek v manéži                  | Matthew Faughnan    | Ryan Koh                                                 | 25. listopadu 2018 | 25. března 2019  | XABF22        | 2,11                              |
| Homer Simpson se stane recenzentem televizních pořadů. Jeho zdrcující hodnocení však rozzuří Šášu Krustyho, který se pokusí Homera zabít. Po neúspěšné vraždě se Krusty skryje v cirkuse, kde najde nový smysl života.                                                 |           |                                    |                                 |                     |                                                          |                    |                  |               |                                   |
| 648 | 9         | Daddicus Finch                     | Můj táta je bůh                 | Steven Dean Moore   | Al Jean                                                  | 2. prosince 2018   | 1. dubna 2019    | YABF01        | 4,33                              |
| Líza Simpsonová začne obdivovat svého otce Homera a to do té míry, že Marge dostane starost. Nejen proto, že na Homerovi toho moc obdivuhodného není, ale i proto, že Bart začal na Lisu žárlit a dožadovat se pozornosti.                                             |           |                                    |                                 |                     |                                                          |                    |                  |               |                                   |
| 649 | 10        | 'Tis the 30th Season               | Šťastné a třicáté               | Lance Kramer        | námět: Jeff Westbrook scénář: John Frink a Joel H. Cohen | 9. prosince 2018   | 8. dubna 2019    | YABF02        | 7,53                              |
| Rodina Simpsonových slaví své třicáté seriálové Vánoce. Bohužel je to v ohyzdném hotelu na Floridě zmítané hurikánem. Nakonec žlutá rodinka zjistí, co už všichni dávno vědí: Všude dobře, u Vočka nejlíp.                                                             |           |                                    |                                 |                     |                                                          |                    |                  |               |                                   |
| 650 | 11        | Mad About the Toy                  | Láska není hračka               | Rob Oliver          | Michael Price                                            | 6. ledna 2019      | 15. dubna 2019   | YABF03        | 2,33                              |
| Při hlídání Barta, Lisy a Meggie se ukáže, že děda Simpson má trauma ze zelených plastových vojáčků, pro které se kdysi v minulosti stal předlohou. A tak se celá rodina vydává do maloměsta v Texasu, aby odhalila dědovo dávné tajemství.                            |           |                                    |                                 |                     |                                                          |                    |                  |               |                                   |
| 651 | 12        | The Girl on the Bus                | Dívka v autobusu                | Chris Clements      | Joel H. Cohen                                            | 13. ledna 2019     | 22. dubna 2019   | YABF04        | 8,20                              |
| Líza Simpsonová si najde novou báječnou kamarádku. Kamarádka má i báječné i rodiče, a protože se Líza za svou rodinu trochu stydí, začne si vymýšlet, jak jsou její příbuzní skvělí. Jenže lež má krátké nohy a daleko nedojde.                                        |           |                                    |                                 |                     |                                                          |                    |                  |               |                                   |
| 652 | 13        | I'm Dancing as Fat as I Can        | Tančím, seč mi pupek dovolí     | Matthew Nastuk      | Jane Beckerová                                           | 10. února 2019     | 29. dubna 2019   | YABF06        | 1,75                              |
| Homer Simpson silně rozladí svoji manželku Marge, neboť se bez ní díval na celou řadu jejich oblíbeného seriálu. Aby získal svou ženu zpět, musí se i navzdory své obezitě naučit tančit.                                                                              |           |                                    |                                 |                     |                                                          |                    |                  |               |                                   |
| 653 | 14        | The Clown Stays in the Picture     | Písky kosmíru                   | Timothy Bailey      | Matt Selman                                              | 17. února 2019     | 6. května 2019   | YABF05        | 2,75                              |
| Marge a Homer Simpsonovi prožili jako mladý pár milostné dobrodružství během natáčení velkofilmu Písky kosmíru v Mexiku. Alespoň tak to vypráví Šáša Krusty, který vzpomíná na své filmové vzestupy a pády.                                                            |           |                                    |                                 |                     |                                                          |                    |                  |               |                                   |
| 654 | 15        | 101 Mitigations                    | 101 usmíření                    | Mark Kirkland       | námět: Rob LaZebnik scénář: Brian Kelley a Dan Vebber    | 3. března 2019     | 13. května 2019  | YABF07        | 2,25                              |
| Komiksák obžaluje Homera Simpsona z krádeže svého drahocenného auta a hlavně z pošlapání svojí cti. Homer má proto namířeno do vězení. Může ho zachránit omluvné video, avšak Komiksákův hněv je neúprosný.                                                            |           |                                    |                                 |                     |                                                          |                    |                  |               |                                   |
| 655 | 16        | I Want You (She's So Heavy)        | Tíha lásky                      | Steven Dean Moore   | Jeff Westbrook                                           | 10. března 2019    | 20. května 2019  | YABF08        | 2,21                              |
| Po romantickém večeru se Homer Simpson pokusí vynést svou ženu Marge do schodů, což skončí pádem a zraněním obou manželů. Doktor Dlaha jim následně doporučí, aby naslouchali svým tělům. Což je ta nejhorší rada, kterou může Homer dostat.                           |           |                                    |                                 |                     |                                                          |                    |                  |               |                                   |
| 656 | 17        | E My Sports                        | Virtuální vítězství             | Rob Oliver          | Rob LaZebnik                                             | 17. března 2019    | 27. května 2019  | YABF09        | 2,08                              |
| Bart Simpson se stane přeborníkem ve hraní videoher a Homer jeho koučem. Bart je tak úspěšný, že společně se zbytkem rodiny a dalšími kamarády zamíří na turnaj videohry Konflikt nepřátel do jihokorejského Soulu.                                                    |           |                                    |                                 |                     |                                                          |                    |                  |               |                                   |
| 657 | 18        | Bart vs. Itchy & Scratchy          | Bart vs. Itchy & Scratchy       | Chris Clements      | Megan Amramová                                           | 24. března 2019    | 3. června 2019   | YABF10        | 1,99                              |
| Šáša Krusty představí novou dívčí verzi animovaného seriálu Itchy a Scratchy. To rozpoutá ve Spriengfiledu válku pohlaví. Bart Simpson se ale dostane shodou okolností do dívčího tábora.                                                                              |           |                                    |                                 |                     |                                                          |                    |                  |               |                                   |
| 658 | 19        | Girl's in the Band                 | Dívka v orchestru               | Jennifer Moellerová | Nancy Cartwrightová                                      | 31. března 2019    | 10. června 2019  | YABF11        | 2,07                              |
| Líza Simpsonová hraje na saxofon tak dobře, že si jí všimne kapelník z hlavního města a nabídne jí, aby hrála v jeho orchestru. Dlouhé dojíždění a vysoké náklady na výuku a zkoušení však způsobují rodině Simpsonových značné potíže.                                |           |                                    |                                 |                     |                                                          |                    |                  |               |                                   |
| 659 | 20        | I'm Just a Girl Who Can't Say D'oh | Dívka, která neumí říci ne      | Michael Polcino     | Jeff Martin a Jenna Martinová                            | 7. dubna 2019      | 17. června 2019  | YABF12        | 1,61                              |
| Ve Springfielsdkém divadle zkoušejí muzikál Oklahoma!, ve kterém hraje Marge dívku, která neumí říci ne. Po problémech s režisérem se Marge rozhodne ujmout režie sama a místo původního díla nazkoušet muzikál o zakladateli Springfieldu.                            |           |                                    |                                 |                     |                                                          |                    |                  |               |                                   |
| 660 | 21        | D'oh Canada                        | Útěk z Kanady                   | Matthew Nastuk      | Tim Long a Miranda Thompsonová                           | 28. dubna 2019     | 24. června 2019  | YABF14        | 1,93                              |
| Po návštěvě Niagarských vodopádů získá Líza Simpsonová omylem politický azyl v Kanadě. Marge se po její dcerce stýská a tak se rozhodne Lisu z politicky korektní Kanady dostat zpátky domů.                                                                           |           |                                    |                                 |                     |                                                          |                    |                  |               |                                   |
| 661 | 22        | Woo-Hoo Dunnit?                    | Kriminálka Springfield          | Steven Dean Moore   | Brian Kelley                                             | 5. května 2019     | 1. července 2019 | YABF15        | 1,79                              |
| Rodince Simpsonových někdo ukradl všechny úspory na Lisinu vysokou školu a místní televize hledá společně se Springfieldskou policií pachatele. A protože v domě nebyl porušen žádný zámek, podezření padá na členy Simpsonovic rodiny.                                |           |                                    |                                 |                     |                                                          |                    |                  |               |                                   |
| 662 | 23        | Crystal Blue-Haired Persuasion     | Kouzelná moc krystalů           | Matthew Faughnan    | Megan Amramová                                           | 12. května 2019    | 8. července 2019 | YABF16        | 1,50                              |
| V rámci úspor ve Springfieldské jaderné elektrárně dojde ke zrušení zdravotního pojištění pro děti zaměstnanců. A tak se musí Marge Simpsonová při léčení Bartovy hyperaktivity spolehnout na kouzelné krystaly. Jejich účinky jsou tak pozitivní, až je to podezřelé. |           |                                    |                                 |                     |                                                          |                    |                  |               |                                   |

## Zajímavosti
- Díl Úžasné místo je parodie na reality show Kdo přežije (Survivor) a The Amazing Race.[26][27]
- Díl Všechny cesty vedou do nebe obsahuje crossoverovou gaučovou scénu se seriálem Bobovy burgery (Bob's Burgers). Ta měla být původně již v předchozí řadě, ale z neznámých důvodů byla přesunuta.[28][29]
- Díl Šťastné a třicáté je vánoční speciál, jehož anglický název je podobný dílu Patnácté Vánoce u Simpsonů z patnácté řady.[30]